# 令和4年台風第16号
令和4年台風第16号（れいわ4ねんたいふうだい16ごう）は、2022年9月23日にフィリピンの東の海上）で発生し、9月25日に非常に強い勢力でフィリピンに、9月28日にはベトナムに上陸した台風である。アジア名は「ノルー（Noru）」

## 経過

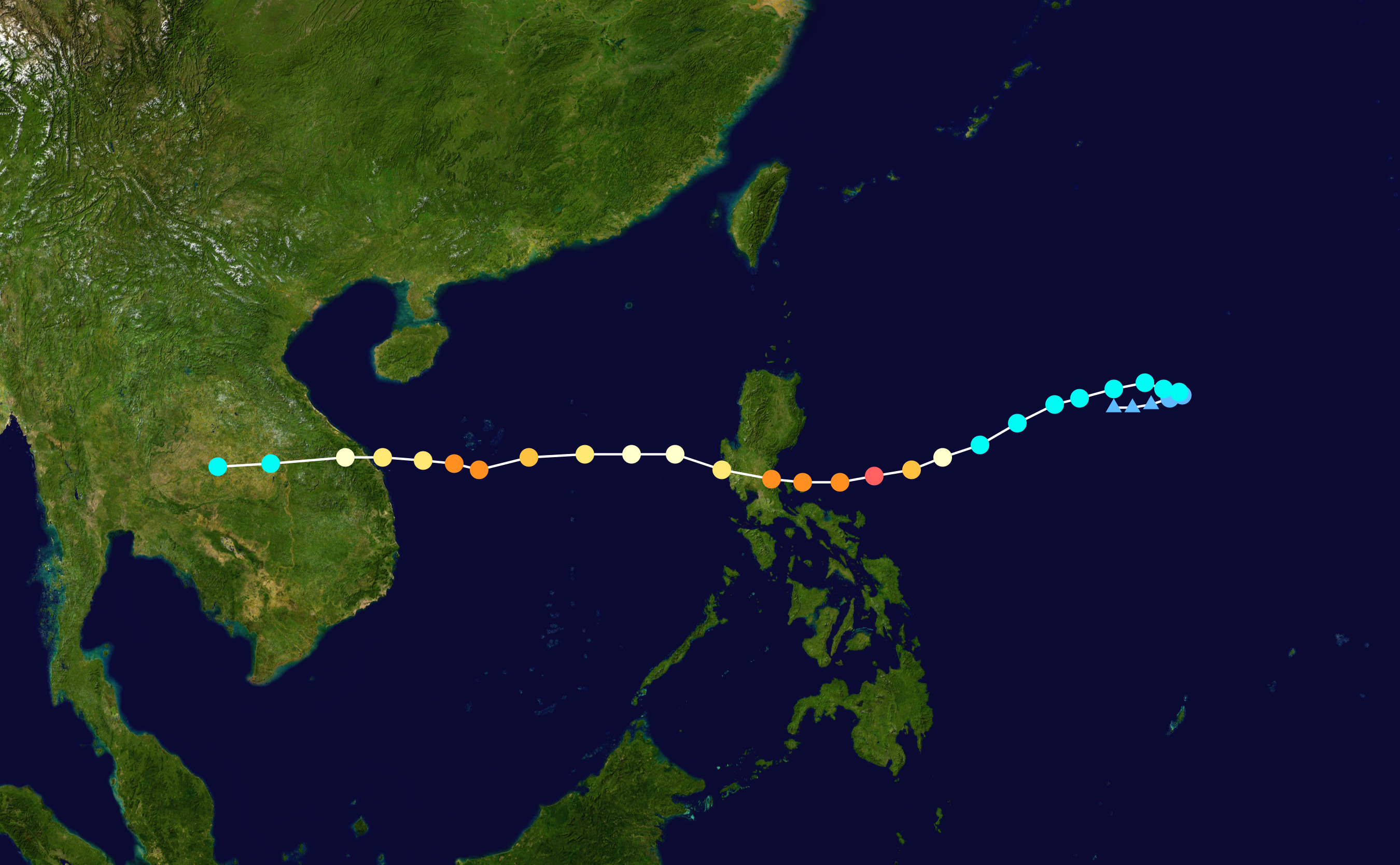
台風16号の進路図

9月21日・午前9時に気象庁は、フィリピンの東海上で熱帯低気圧が発生したと、天気図上に示した。
9月22日・午前10時にJTWCは、臨時発表にて熱帯低気圧形成情報（TCFA）を発表した。
9月22日・午後3時に気象庁は、この熱帯低気圧が台風に発達する可能性を発表した。
9月23日・午後3時、 気象庁は、熱帯低気圧が台風に発達したと発表した。

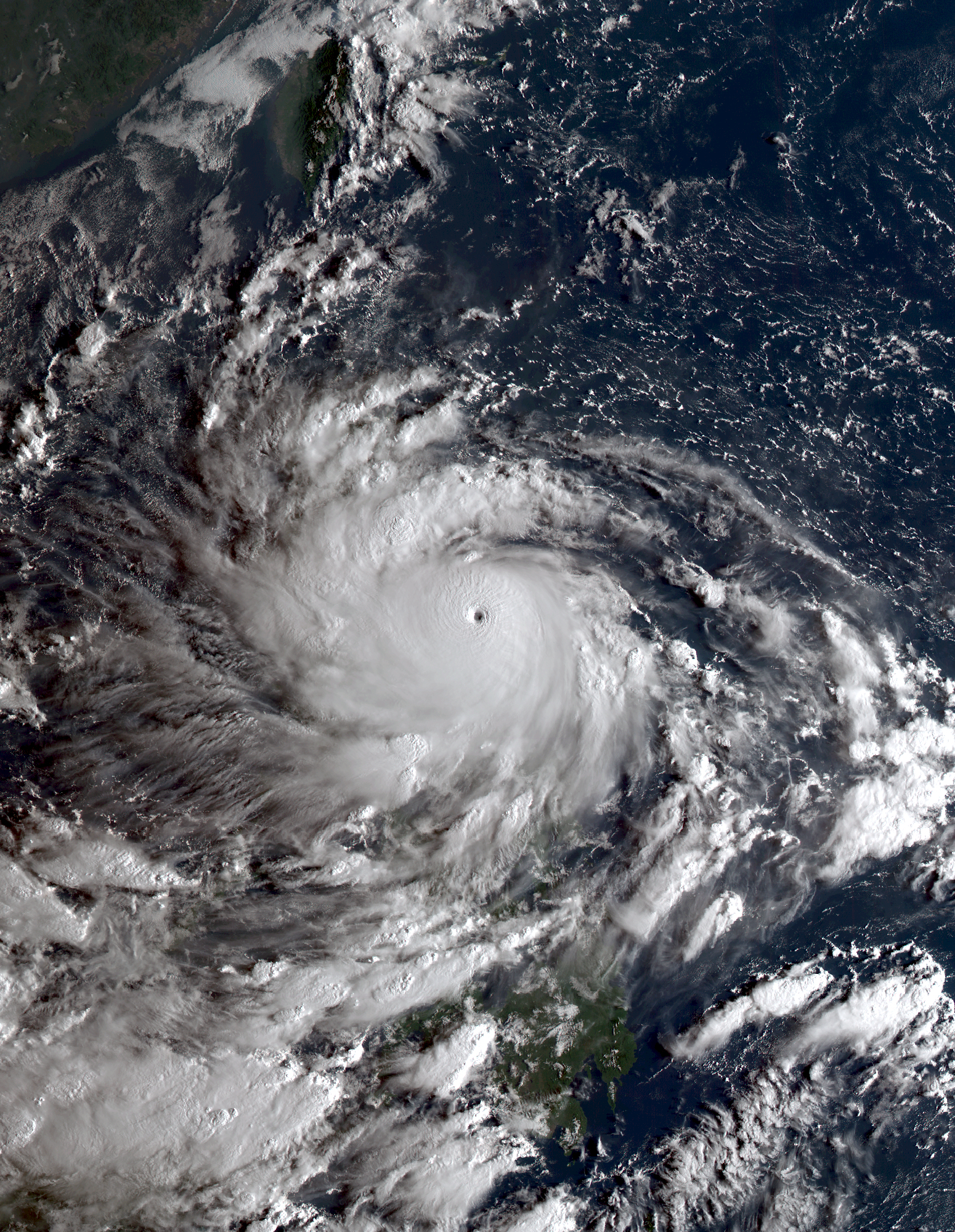
9月24日23時のの衛星画像

9月24日・午後、 中心気圧985hpaとなり、暴風域をともなった。
　　　　・午後6時、中心気圧980hpa、最大風速35m/sとなり、強い勢力となった。
9月25日・午前3時、中心気圧955hpa、最大風速45m/sとなり、非常に強い勢力となった 。
　　　　・午後6時、PAGASAは、25日午後6時頃ケソン州ポリロ島に台風16号が中心付近の気圧が
　　　　　920hPa、最大風速が195km/h、最大瞬間風速が240km/hで上陸したと発表した。
9月26日・冠水した地域に派遣された救助隊員5人が鉄砲水により死亡したと発表した。
　　　　　また、ルソン島の一部の州に最も警戒度が高いシグナル5が2022年で始めて発令された。
　　　　　南シナ海に抜けた頃には中心気圧980hpa、最大風速35m/sの強い勢力にまで衰弱していた。
9月27日・午後3時、再発達し、中心気圧950hpa、最大風速45m/sとなり、再び非常に強い勢力になっ
　　　　　た。
9月28日・午前9時、ベトナム中部に再上陸。
　　　　　ベトナム第3の都市ダナンでは、広範囲で停電が発生した。
　　　　　午後9時頃、北緯16度,東経105度（タイ）で熱帯低気圧となった。
　　　　　タイ東北部のウボンラチャタニ県では、大規模な洪水が発生した。東北部シーサケート県では28日夜、強風で倒れた立木が走行中の乗用車を直撃し、車内にいた男性が死亡した。
9月30日・台風16号から変わった熱帯低気圧が東経100度を超え越境し、気象庁の監視範囲外へ出た。
　　　　　なお観測対象の管轄であったインド気象庁は、午後9時頃に中心がハッキリしない熱帯擾乱へ降格したと解析した。

## 特徴
この台風の特徴として、12時間で35hpa気圧が下がった（24日午後9時~25日午前9時）という点が挙げられる。
台風がここまで強くなったのは、海水温が例年より高かったことが要因である。また、進路上の南シナ海の海水温も例年よりも高かったために強い勢力を維持したまま上陸し、停電が起き、強い雨が長時間降った。

## 影響・被害

### 被害状況

#### フィリピン
| 人的被害   | 人的被害   | 人的被害 | 住家被害 | 住家被害 |
| ---------- | ---------- | -------- | -------- | -------- |
| 死者       | 死者       | 14人     | 全壊     | 246棟    |
| 行方不明者 | 行方不明者 | 2人      | 半壊     | 998棟    |
| 負傷者     | 重傷       | 83人     | 一部破損 | 1830棟   |
| 負傷者     | 軽傷       | 182人    | 床上浸水 | 1869棟   |
| 負傷者     | 程度不明   |          | 床下浸水 | 1161棟   |
| 合計       | 合計       | 279人    | 合計     | 4274棟   |

#### ベトナム
| 人的被害   | 人的被害   | 人的被害 | 住家被害 | 住家被害 |
| ---------- | ---------- | -------- | -------- | -------- |
| 死者       | 死者       | 9人      | 全壊     | 186棟    |
| 行方不明者 | 行方不明者 | 4人      | 半壊     | 602棟    |
| 負傷者     | 重傷       | 71人     | 一部破損 | 1491棟   |
| 負傷者     | 軽傷       | 144人    | 床上浸水 | 1329棟   |
| 負傷者     | 程度不明   |          | 床下浸水 | 991棟    |
| 合計       | 合計       | 228人    | 合計     | 4605棟   |

#### タイ
| 人的被害   | 人的被害   | 人的被害 | 住家被害 | 住家被害 |
| ---------- | ---------- | -------- | -------- | -------- |
| 死者       | 死者       | 2人      | 全壊     |          |
| 行方不明者 | 行方不明者 |          | 半壊     | 28棟     |
| 負傷者     | 重傷       | 19人     | 一部破損 | 148棟    |
| 負傷者     | 軽傷       | 56人     | 床上浸水 | 129棟    |
| 負傷者     | 程度不明   |          | 床下浸水 | 338棟    |
| 合計       | 合計       | 77人     | 合計     | 643棟    |

## 影響

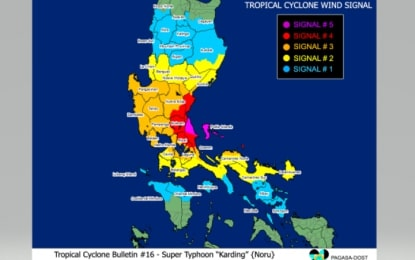
暴風雨警報の状況

台風の接近に伴い、ケソン州にシグナル5の暴風雨警報 (PSWS)が発令されたほか、
ブラカン州、ラグナ州、リサール州などにはシグナル4、
マニラ首都圏などにはシグナル3が発令された。